# Neomys fodiens
Il toporagno d'acqua eurasiatico o semplicemente toporagno d'acqua (Neomys fodiens (Pennant, 1771)) è un mammifero insettivoro della famiglia dei Soricidi.

## Distribuzione e habitat
Con tre sottospecie (Neomys fodiens bicolor, Neomys fodiens fodiens e Neomys fodiens niethammeri, di cui tuttavia solo le ultime due vengono considerate valide dalla maggior parte degli autori) il toporagno d'acqua eurasiatico vive su quasi tutta l'Europa e nella parte sud-occidentale e settentrionale dell'Asia. Nelle Isole Britanniche è largamente presente sul territorio dell'Inghilterra, Galles e Scozia, mentre è assente dall'Irlanda, dall'Isola di Man, dalle Ebridi e dalle Isole Shetland. In Italia la specie pare diffusa in tutto il Nord, fino al Lazio ed al Molise, anche se mancano dati precisi sulla sua distribuzione.

Predilige le aree boschive nei pressi di fonti d'acqua permanenti o di laghi, ai quali è strettamente legato, a condizione che le rive siano ricoperte da abbondante vegetazione con presenza di tronchi d'albero.

## Descrizione

### Dimensioni
La specie presenta dimensioni maggiori rispetto al normale toporagno: misura infatti circa 9 cm, cui si sommano 7 cm di coda. Nonostante le dimensioni e l'aspetto massiccio, tuttavia, un individuo adulto non supera 18 g d'estate, mentre d'inverno il suo peso è ancora minore.

### Aspetto
Le parti superiori del corpo sono di colore nero-ardesia, con varie sfumature diverse da individuo ad individuo che arrivano al marrone-grigiastro: le parti ventrali, invece, sono di colore grigio cenere o bianco sporco, ma per l'effetto di contrasto hanno aspetto candido. Anche la gola, la mandibola, le zampe e la parte inferiore della coda sono bianche, così come bianca è una macchiolina presente al di sopra di ciascun occhio.

Il muso del toporagno d'acqua è tozzo e conico, ed i suoi occhi sono piuttosto piccoli ed azzurri. Le orecchie, ognuna munita di un ciuffo di peli bianchi, sono a forma di semicerchio e vengono completamente nascoste sotto il pelo. Le zampe sono larghe ed appiattite, le posteriori più lunghe rispetto alle anteriori: le dita sono ricoperte di peli setolosi, che offrono una buona resistenza all'acqua e perciò vanno a costituire una sorta di palmatura, che torna assai utile all'animale durante il nuoto. In ogni caso, l'animale utilizza tali setole anche a mo' di pettine per lisciarsi il pelo. Un altro adattamento ad uno stile di vita semiacquatico è costituito dalla coda, che è appiattita in senso laterale e dotata nella parte inferiore di una doppia frangia di robusti peli che fungono da chiglia, trasformando così l'appendice in un ottimo timone.

## Biologia

### Comportamento
I toporagni d'acqua sono animali perlopiù solitari e piuttosto territoriali: ciascun territorio corrisponde in un tratto di fiume di una cinquantina di metri, nell'ambito del quale, oltre al proprietario, si possono trovare anche vari esemplari di passaggio. Questi animali hanno abitudini catadrome, ossia alternano periodi di veglia e di riposo durante tutto l'arco del giorno e della notte: risultano tuttavia più attivi di giorno che di notte ed i loro «turni» di attività e di riposo sono leggermente più lunghi di quelli dei toporagni comuni. Per riposare si scavano delle tane poco profonde lungo la riva: non cadono mai in letargo, perciò anche d'inverno li si può osservare mentre cacciano le prede sotto il ghiaccio. Il motivo di tale alternanza è il loro metabolismo, estremamente veloce: se l'animale stesse tre ore senza mangiare, morirebbe sicuramente di fame 

Il suo ciclo vitale è strettamente legato all'acqua, tuttavia alcuni di questi animali sono stati catturati in siti lontani chilometri dal fiume o dal lago più vicino, ed in effetti non si è mai saputo se tali animali risiedessero effettivamente in quei luoghi o se la loro presenza fosse ivi transitoria.

Pur essendo buoni nuotatori, è assai raro che si avventurino a più di due metri dalla riva, sia perché solitamente colonizzano ruscelli più stretti di tale valore, che perché muoversi in acque così aperte e profonde li renderebbe doppiamente vulnerabili, sia agli attacchi di predatori aerei che di predatori acquatici. L'animale nuota in superficie galleggiando con la testa leggermente al disopra della superficie, mentre il corpo resta appiattito e le zampe si muovono come remi.

L'animale è in grado di camminare per un certo tempo sul fondo dei fiumi, aggrappandosi ai ciottoli posti sul fondo: altre volte li si può osservare mentre spiccano dei netti salti fuori dell'acqua, probabilmente allo scopo di cogliere di sorpresa degli insetti che volano sulla superficie.
Il loro raggio visivo, è assai limitato, cosicché i toporagni si spaventano facilmente per qualsiasi improvviso rumore: le credenze popolari vogliono addirittura che basti un tuono a far morire d'infarto questi animali.

### Alimentazione
In superficie, i toporagni d'acqua catturano perlopiù girini e pulci d'acqua, mentre sul fondo predano vermi tricotteri ed altre larve di insetti. Si nutrono anche di una gran varietà di animali acquatici, quali lumache, piccoli crostacei, rane e anche piccoli pesci, ma non disdegnano neppure animali morti. Si è riusciti ad adescare questi animali perfino con esche di formaggio. Appena l'animale cattura del cibo in acqua, immediatamente torna a riva per asciugarsi e mangiare, poiché un'eccessiva permanenza in acqua ne causerebbe la morte per freddo, a causa della dispersione del calore corporeo. Caso unico fra gli animali, questi animali non perdono tempo ad asciugarsi per poi mangiare, ma fanno le due cose contemporaneamente, consumando il pasto mentre con le zampe posteriori si pettinano il pelo.
Riescono ad avere ragione anche di avversari di dimensioni assai maggiori delle loro: questo perché il loro morso è leggermente velenoso, grazie ad una secrezione delle loro ghiandole mascellari, e può perciò risultare letale anche per piccoli roditori, mentre nell'uomo causa arrossamento e forte gonfiore.

### Riproduzione
Per i toporagni d'acqua europei la stagione della riproduzione va da metà aprile a settembre, con una punta massima in maggio e giugno nell'Europa settentrionale. La femmina si costruisce tane più profonde di quella che è solita scavarsi per dormire; in queste scava una camera apposita, foderata di muschio e di piccole radici, oppure può costruire un nido rotondo tessendo insieme erbe e foglie. Dopo un periodo di gestazione di 24 giorni partorisce dai 5 agli 8 piccoli, del peso di un grammo, ciechi e senza pelo. Questi si sviluppano rapidamente; sono svezzati a 27 giorni e sono indipendenti a 5-6 settimane. A volte la femmina ha una seconda nidiata in settembre.
La durata massima della loro vita è di soli 15 mesi, ma la maggior parte muore prima di aver raggiunto la «vecchiaia».

## Predatori
I principali nemici dei toporagni d'acqua sono le civette, seguite da ermellini, donnole, vipere ed altri serpenti, ma molti cadono vittime anche di pesci predatori di maggiori dimensioni quali lucci, anguille e grandi trote.